# Montero (Call Me By Your Name)
«Montero (Call Me By Your Name)» (стил. как «MONTERO (Call Me By Your Name)») — сингл американского рэп-исполнителя Lil Nas X, выпущенный 26 марта 2021 года на лейбле Columbia Records. Авторы песни — Монтеро Ламар Хилл, Дензел Батист, Дэвид Бирал, Омер Феди и Росарио Ленцо. Композиция открывает одноимённый студийный альбом.

## Предыстория
Впервые отрывок композиции был показан 9 июля 2020 года в Twitter-аккаунте Lil Nas X в виде видеопубликации, в которой он едет в машине и делает вид, что поёт песню. 12 ноября того же года музыкант объявил в Instagram Live, что «Call Me By Your Name» станет его следующей песней, которую он выпустит.
2 февраля 2021 года была опубликована реклама для швейцарской компании Logitech на её YouTube-канале во время Супер Кубка, в которой был использован отрывок этой аудиозаписи. В описании к видео было раскрыто название песни — «Montero (Call Me By Your Name)». Позже, 8 февраля того же года, рэпер опубликовал в своём Instagram-аккаунте TikTok-видео со скриншотом своего твита, прикреплённого в верхней части. В начале ролика он появляется с несколькими шокирующими выражениями лица, а затем расстёгивает пиджак для показа искусственной груди под своей футболкой и начинает исполнять танец под свою новую песню.
В марте 2021 года Lil Nas X выложил в своём Twitter-аккаунте пост с отрывком сингла, адресованный рэперу 6ix9ine. В той же социальной сети, несколькими днями позднее, музыкант представил обложку, созданную испано-хорватским художником Филипом Чустичем, и информацию о дате выхода «Montero (Call Me By Your Name)» — 26 марта 2021 года, открыв предварительное добавление сингла в медиатеку двух музыкальных сервисов: Spotify и Apple Music.

## Описание

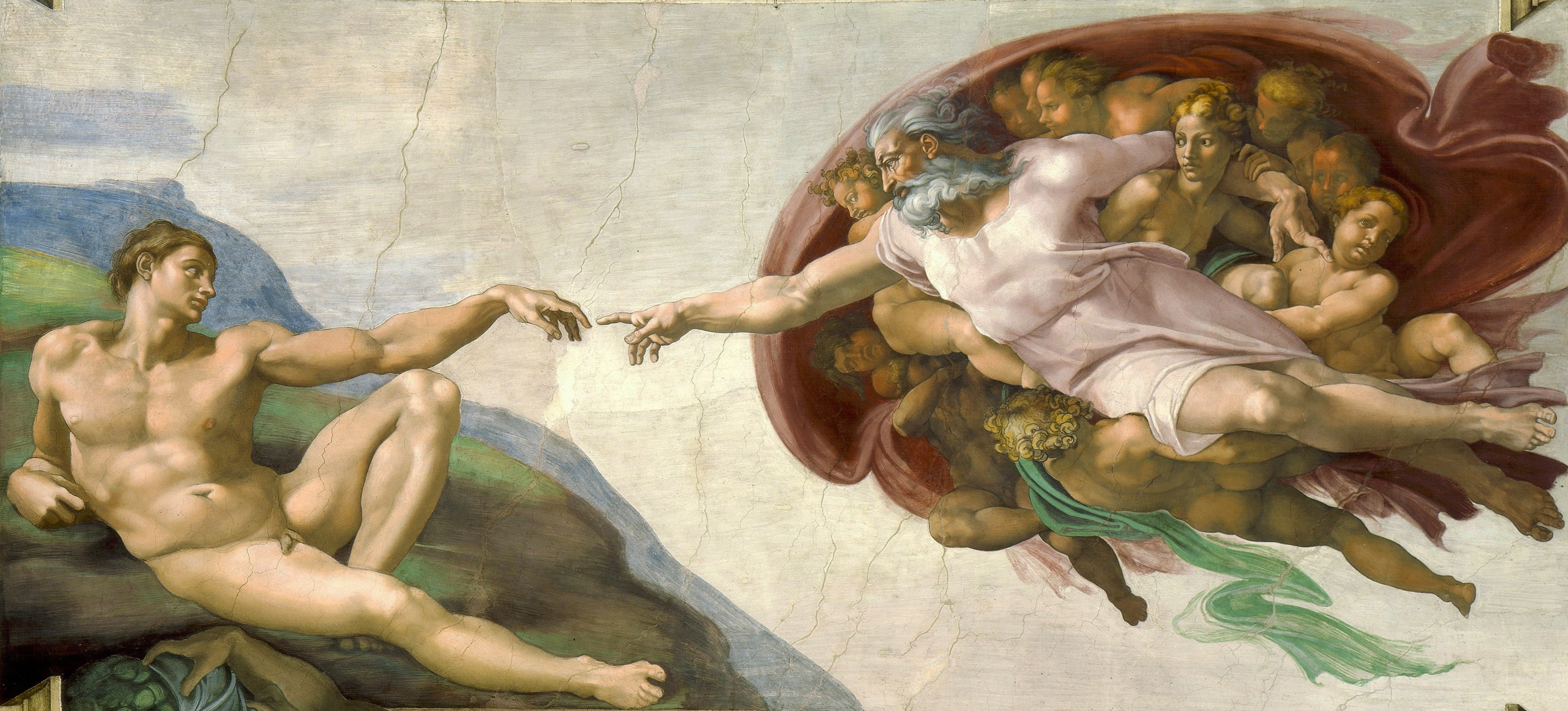
Фреска «Сотворение Адама» Микеланджало.

Первая часть названия сингла отсылает к имени Lil Nas X, а вторая часть, «Call Me By Your Name» — к наименованию одноимённого фильма «Назови меня своим именем».
Обложка трека является «переосмыслением» фрески Микеланджело «Сотворение Адама», в котором представлены две реинкарнации Lil Nas X: первый изображён парящим над облаком, почти что полностью обнажённым и с длинной чёрной косой, направившим стрелу во вторую версию себя. Она, в свою очередь, лежит на другом облаке, имея при этом оперённые ногти и «пылающие» красные волосы.

## Видеоклип
Релиз видеоклипа на трек состоялся 26 марта 2021 года на официальном YouTube-канале Lil Nas X. Его режиссёром выступила украинский клипмейкер и стилист Таня Муиньо, ранее сотрудничавшая с такими известными музыкантами, как Cardi B, Monatik, «Время и Стекло», NK и другими.
Сюжет
В начале клипа альтер эго Lil Nas X сидит под деревом на розовой планете, название которой — Монтеро. Там его обнаруживает создание со змеиным хвостом вместо ног, которое гипнотизирует рэпера, и они целуются. После этого артист оказывается в оковах в инопланетном колизее со зрителями-статуями, которые начинают кидаться в него неизвестными предметами. Затем он появляется в воздухе и видит человека с белыми крыльями, спускающегося к нему. Однако тот не успевает достигнуть рэпера, и из земли вырастает шест, по которому спускается Lil Nas X, облик которого после прикосновения к шесту меняется. Далее он добирается до ада и «ублажает» Люцифера, после чего сворачивает ему шею и надевает на себя его рога.

## Отзывы
Доминик Р. из HotNewHipHop заметил, что «Call Me By Your Name» — это гитарная композиция с тяжёлым басом, которая может «плотно просочиться» в эфир радио и общественных местах повсюду. Рания Анифтос, журналист издания Billboard, заявила, что отрывок песни имеет «соблазнительно мелодичный бит».

## Список композиций
| №  | Название                         | Длительность |
| -- | -------------------------------- | ------------ |
| 1. | «Montero (Call Me by Your Name)» | 2:17         |

| №  | Название                                                    | Длительность |
| -- | ----------------------------------------------------------- | ------------ |
| 1. | «Montero (Call Me by Your Name)»                            | 2:17         |
| 2. | «Montero (Call Me by Your Name)» (Satan’s extended version) | 2:50         |

| №  | Название                                                                   | Длительность |
| -- | -------------------------------------------------------------------------- | ------------ |
| 1. | «Montero (Call Me by Your Name)»                                           | 2:17         |
| 2. | «Montero (Call Me by Your Name)» (Satan’s Extended Version)                | 2:50         |
| 3. | «Montero (Call Me by Your Name)» (But Lil Nas X Is Silent The Entire Time) | 2:48         |

## Участники записи
По данным музыкального сервиса Tidal.
- Lil Nas X — автор песни, автор текста, вокал, композитор
- Омер Феди — автор текста, гитара, композитор, продюсер
- Рой Ленцо — автор текста, звукорежиссёр, композитор, продюсер
- Дэвид Бирал — автор текста, бэк-вокал, композитор, продюсер
- Дензел Батист — автор текста, бэк-вокал, звукорежиссёр, композитор, продюсер
- Сербан Генеа — миксинг

## Чарты
| Чарт (2021)                                | Высшая позиция |
| ------------------------------------------ | -------------- |
| Австралия (ARIA)                           | 1              |
| Бельгия/Фландрия (Ultratip Bubbling Under) | 7              |
| Великобритания (OCC UK Singles)            | 1              |
| Германия (GfK)                             | 40             |
| Ирландия (IRMA)                            | 1              |
| Италия (FIMI)                              | 10             |
| Литва (AGATA)                              | 2              |
| Мир (Genius)                               | 1              |
| Нидерланды (Single Top 100)                | 25             |
| Новая Зеландия (Recorded Music NZ)         | 2              |
| Норвегия (VG-lista)                        | 1              |
| Швейцария (Schweizer Hitparade)            | 8              |
| Швеция (Sverigetopplistan)                 | 4              |

## История релиза
| Регион | Дата          | Формат                        | Версия           | Лейбл            | Прим.  |
| ------ | ------------- | ----------------------------- | ---------------- | ---------------- | ------ |
| Мир    | 26 марта 2021 | цифровая дистрибуция стриминг | Оригинальная     | Columbia         | [ 25 ] |
| США    | 30 марта 2021 | rhythmic contemporary radio   | Оригинальная     | Columbia         | [ 42 ] |
| Мир    | 30 марта 2021 | цифровая дистрибуция стриминг | Расширенная      | Columbia         | [ 26 ] |
| Мир    | 31 марта 2021 | цифровая дистрибуция стриминг | Инструментальная | Columbia         | [ 27 ] |
| Италия | 2 апреля 2021 | contemporary hit radio        | Оригинальная     | Sony Music Italy | [ 43 ] |
| США    | 6 апреля 2021 | contemporary hit radio        | Оригинальная     | Columbia         | [ 44 ] |